# Hiva Oa
Hiva Oa (alte Namen: Hiwaoa, Ohiwaoa, La Dominica) ist eine im südöstlichen Pazifik gelegene Insel, die geographisch zur Südgruppe der Marquesas, politisch zu Französisch-Polynesien gehört. Sie ist nach Nuku Hiva die zweitgrößte Insel des Archipels.
Der polynesische Name Hiva Oa heißt übersetzt „langer Firstbalken“ und geht auf eine Legende der Ureinwohner zurück: Bei der Errichtung der „Erde der Männer“ (polynesisch: te fenua enata, der alte polynesische Name für die Marquesas) schufen die Götter zum Schluss das Dach, dessen tragender Balken von Hiva Oa gebildet wird.

## Geographie

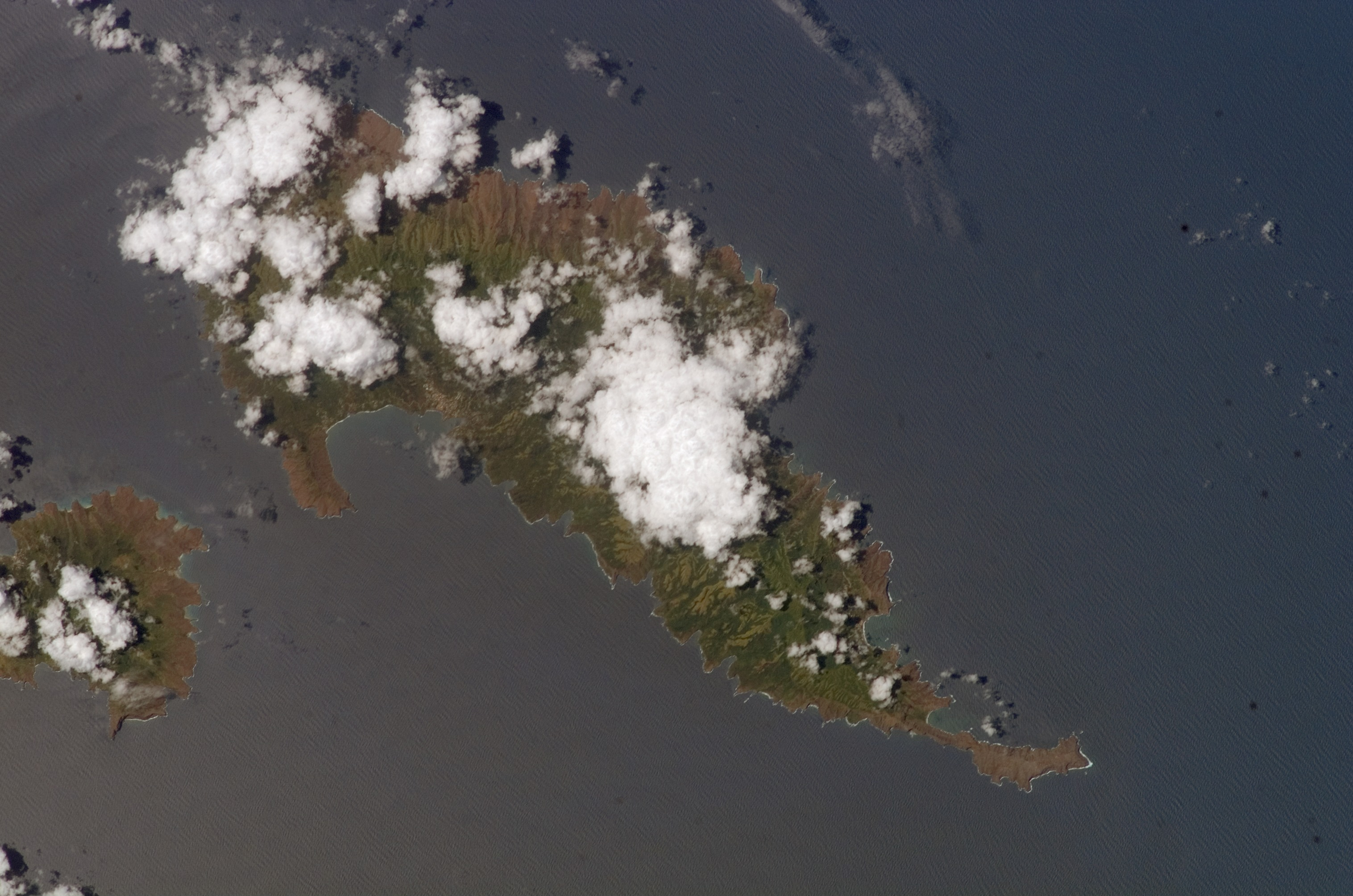
Satellitenaufnahme der Insel

Die wie ein Seepferdchen geformte, 387 km² große Insel wird von Südwest nach Nordost von einer schroffen Gebirgskette durchzogen, die eine Wasserscheide bildet. Fließgewässer haben tiefe Schluchten gegraben, die durch steile Felsgrate getrennt sind.

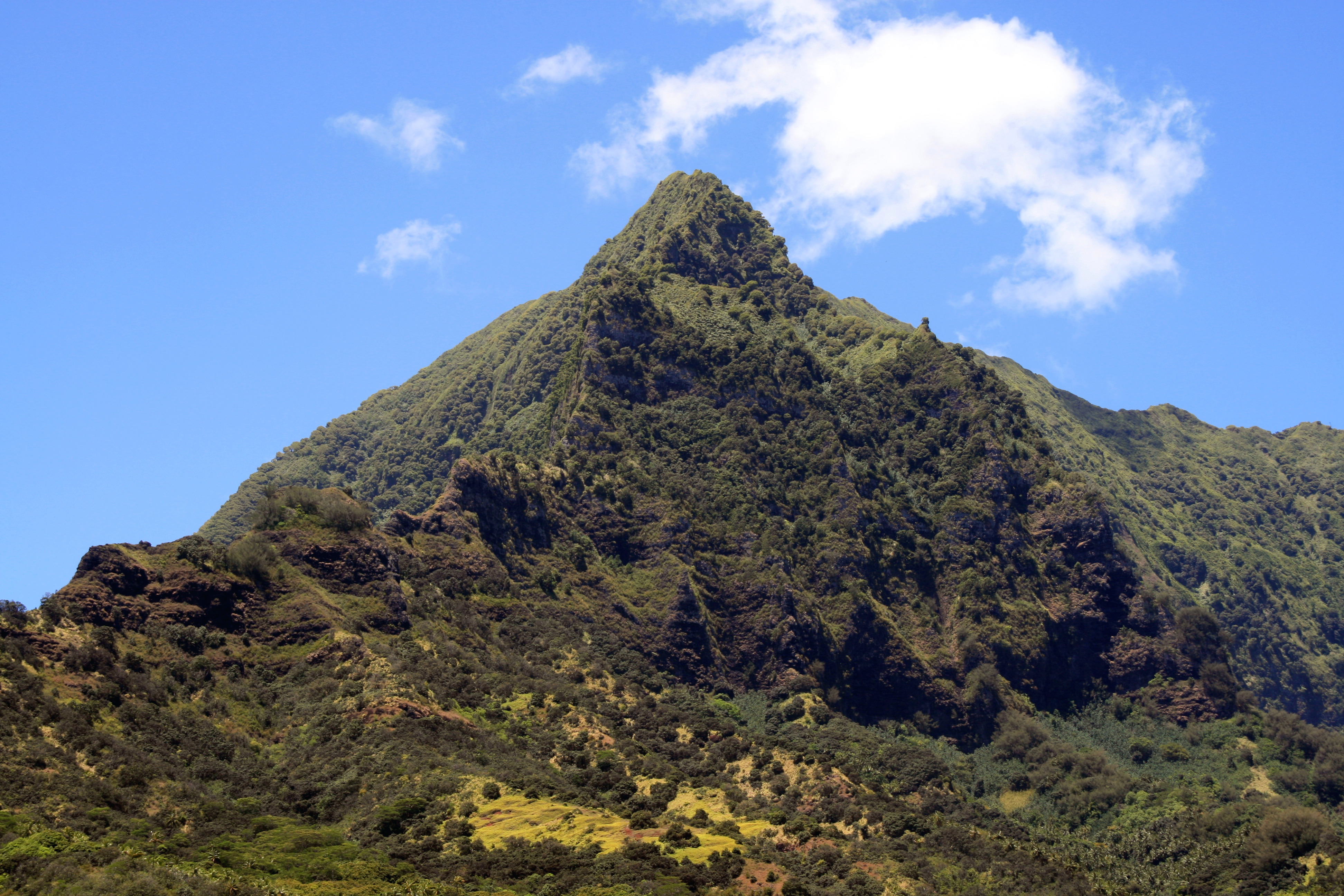
Der Mont Temetiu auf Hiva Oa

Die besonders im Norden stark zerklüftete Küste wird nicht von einem Saumriff geschützt, sodass eine starke Brandung die Uferbereiche direkt erreicht. Die Insel erhebt sich unmittelbar steil aus dem Meer, die Küstenebenen sind nur schmal und beschränken sich auf die Mündungen der Täler, in denen auch die Ansiedlungen liegen. Die relativ wenigen, oft nur kleinen Strände bestehen aus einem schwarz-grauen, vulkanischen Sand.
Die Südküste wird dominiert von der großen, rund 10 km durchmessenden Taaoa-Bucht (französischer Name: Baie des traîtres = Verräterbucht). In der Bucht liegt die kleine, nur niedrig bewachsene Felseninsel Motu Hanakee, die die Einfahrt zu Baie d'Atuona, (auch Vevau-Bucht genannt) markiert. Am westlichen Ende der Bucht liegt der höchste Berg der Insel, der Mont Temetiu mit 1190 Metern.

### Geologie
Die Insel ist vulkanischen Ursprungs. Geologisch gehört Hiva Oa zur „Marquesas linear volcanic chain“, die sich aus einem Hotspot der Pazifischen Platte gebildet hat und sich mit einer Geschwindigkeit von 103 bis 118 mm pro Jahr in Richtung WNW bewegt. Die magmatischen Gesteine der Insel sind 1,63 bis 4,26 Mill. Jahre alt. Allerdings sind die vulkanischen Aktivitäten noch nicht gänzlich erloschen. Unweit des Weges von Atuona zum weiter westlich gelegenen Taaoa kann man einige Schlammtöpfe und kleine Solfatare sehen.

### Klima
Hiva Oa liegt im Tropengürtel der Erde, das Klima ist feucht-heiß, die Temperaturen in den Küstenregionen werden jedoch durch die ständig wehenden Winde gemäßigt. Die Durchschnittstemperatur in Atuona liegt bei angenehmen 26 °C und variiert während des Jahres nur wenig. Die Jahresregenmenge beträgt durchschnittlich 1.408 mm (zum Vergleich: Köln rund 800 mm). Die regenreichsten Monate sind Mai und Juni, relativ trocken sind September, Oktober und November.

### Flora
Ähnlich wie Nuku Hiva hat Hiva Oa als zweitgrößte Insel des Archipels eine für die südpazifischen Inseln verhältnismäßig hohe Biodiversität. Es wurden 205 indigene Pflanzen – davon 24 endemische – sowie 178 fremde Arten festgestellt. Zu den artenreichsten und am weitesten verbreiteten autochthonen Spezies der Insel gehören die Farne mit einer hohen Zahl endemischer Arten. Sie bedecken große Bereiche der unzugänglichen, feuchten und schattigen Taleinschnitte. Zu den Idiochorophyten (altheimischen Arten) zählen wahrscheinlich auch die in den Niederungen verbreitete Kokospalme und der Schraubenbaum.
Die niederen bis mittleren Regionen werden von anthropochoren Pflanzen dominiert, darunter die bereits von den polynesischen Siedlern eingeführten Brotfruchtbäume und Tahitikastanien (Inocarpus edulis). Als Bedrohung für heimische Pflanzengemeinschaften könnte sich der ursprünglich nicht auf der Insel vorkommende Bambus erweisen, der stellenweise schon ausgedehnte Haine gebildet hat.
In den höheren und unzugänglichen Lagen der Insel sind die natürlichen Lebensräume noch nahezu unverändert erhalten. Der Norden, im Wind- und Regenschatten der Berge, ist weitgehend arid.

### Fauna
Die Fauna der Marquesas-Inseln ist artenarm und beschränkt sich auf Land- und Seevögel, Insekten, Reptilien, Schmetterlinge und Spinnen. Endemisch auf Hiva Oa und der Nachbarinsel Tahuata ist der Marquesas-Rohrsänger (Acrocephalus mendanae mendanae). Für den Menschen gefährliche Tiere gibt es nicht. Äußerst unangenehm sind die im Landesinnern vorkommenden „Nono-Fliegen“, eine Kriebelmückenart.

## Geschichte
Die ersten polynesischen Siedler waren offenbar Höhlenbewohner (wobei die „Höhlen“ nicht mehr als tiefe Felsüberhänge sind), wie Ausgrabungen von Wohnhöhlen in den 1970er Jahren bei Hanapeteo an der Nordküste von Hiva Oa gezeigt haben. Sie ernährten sich hauptsächlich vom Fischfang. Aus der Wohnhöhle Hanatukua liegen Radiokohlenstoffdatierungen vor. Das früheste Datum weist auf das Jahr 698 n. Chr. (±90 Jahre) hin.
In den folgenden Jahrhunderten bildeten sich, wie auf den übrigen Marquesasinseln auch, streng stratifizierte Stammesgesellschaften heraus. Zunächst wurden die strandnahen Bereiche besiedelt mit Zugang zu der wichtigen Nahrungsquelle Ozean. Mit zunehmendem Bevölkerungswachstum okkupierten die Clans die von steilen Felsgraten getrennten Täler und kumulierten sich um ein zeremonielles und machtpolitisches Zentrum, tohua genannt. Tohua war ein von mehreren steinernen Plattformen stufenförmig umgebener, rechteckiger Platz für zeremonielle Feste und Versammlungen. Die Plattformen, von unterschiedlicher Größe und Bedeutung, waren sowohl Tempelplattformen (ma´ae) als auch Wohnplattformen (paepae) für die höheren Adels- und Priesterränge sowie Sitzplattformen für die Häuptlinge (eine Art von Thron). Zur Nahrungsversorgung der wachsenden Bevölkerung wurden terrassierte Felder für den Nassfeldanbau des Taro (ähnlich wie der Nassreisanbau in Asien) angelegt.
Die Stämme der Insel befanden sich in einem ständigen ritualisierten Kriegszustand. Das waren überwiegend kleinere Geplänkel, die angeblich, wie Jacques-Antoine Moerenhout es 1831 ausdrückte, „oft nur zur Beschaffung der Menschenopfer und der Schlachtopfer für die kannibalischen Feste dienten“. Die Vielzahl von Bergfestungen auf Hiva Oa lässt auf eine kriegerische Gesellschaft schließen. Die Bollwerke waren auf strategisch günstig gelegenen, schwer zugänglichen Felsgraten angelegt und bestanden aus einem System von Stein- und Erdplattformen, bis zu 3 m tiefen Gräben und mit Palisaden bestückten Brustwehren.:20–23 Überreste solcher Befestigungen sind heute noch im Tahauku-Tal unweit Atuona und im Tal von Hanapeteo an der Nordküste zu sehen.
Der spanische Seefahrer Alvaro de Mendaña de Neyra entdeckte Hiva Oa als erster Europäer. Er landete mit vier Schiffen am 27. Juli 1595, um die Insel zu kolonisieren und nannte sie La Dominica. Der Versuch der Kolonisation stieß aber auf heftigen Widerstand der kriegerischen Einwohner. Schließlich gab er seine Pläne auf und verließ Hiva Oa am 5. August 1595.
Bei seiner zweiten Reise in den Pazifik nahm der französische Konteradmiral Abel Aubert Du Petit-Thouars die Marquesas für Frankreich in Besitz. Häuptling Iotete, obwohl nur einer von mehreren Stammesfürsten der Nachbarinsel Tahuata, akzeptierte vertraglich am 1. Mai 1842 die französische Annexion für die Südgruppe der Marquesas und damit auch für Hiva Oa. Trotzdem gab es insbesondere auf Hiva Oa weiterhin Widerstand gegen die französische Oberherrschaft. Erst Abel Bergasse Dupetit-Thouars, dem Adoptivsohn von Abel Aubert Du Petit-Thouars, gelang es 1880, die Stämme zu entwaffnen und die letzten Widerstände gewaltsam zu beseitigten. Die Marquesas wurden französische Kolonie.
Im Herbst 1901 ließ sich der französische Maler Paul Gauguin auf Hiva Oa nieder, da er sich in dem, wie er meinte, zunehmend europäisch geprägten Tahiti unwohl fühlte. Er baute am damaligen Ortsrand von Atuona ein Haus, das „Maison du Jouir“ (dt.: Haus der Freude oder auch, weniger vornehm übersetzt, Haus des Orgasmus), in dem er mit seiner 14-jährigen, einheimischen Geliebten lebte. Hier starb er 54-jährig am 8. Mai 1903 und ist auf dem Friedhof von Atuona begraben.
Ein weiterer berühmter Europäer, der sich 1976 auf Hiva Oa ansiedelte, war der belgische Chanson-Sänger Jacques Brel. Er war bei den Insulanern sehr beliebt, da er mit seinem zweimotorigen Flugzeug gelegentlich Krankentransportflüge nach Tahiti unternahm. 1977 und 1978 kehrte er zu einer Tumorbehandlung nach Frankreich zurück und starb am 9. Oktober 1978 in einem Krankenhaus in Bobigny. Auch sein Grab befindet sich auf dem Friedhof von Atuona.

## Politik und Verwaltung
Heute gehört die Insel politisch zum französischen Überseeland (Pays d'outre-mer) Französisch-Polynesien und ist damit der EU angegliedert. Sie wird von einer Unterabteilung (Subdivision administrative des Îles Marquises) des Hochkommissariats von Französisch-Polynesien (Haut-commissariat de la République en Polynésie française) mit Sitz in Papeete verwaltet. Hiva Oa bildet eine eigenständige Gemeinde (Commune de Hiva Oa) mit den beiden Teilgemeinden (communes associées) Atuona und Puamau. Die politische Gemeinde Hiva Oa hat 2447 Einwohner, die Bevölkerungsdichte beträgt rund 6 Ew./km².
Amtssprache ist Französisch. Währung ist (noch) der an den Euro gebundene CFP-Franc.
Hauptort und Sitz der lokalen Verwaltung ist das Dorf Atuona im Süden der Insel, weitere Siedlungen sind: Puamau, Taaoa (Taahoa), Hanapaoa und Hanaiapa.

## Wirtschaft und Infrastruktur

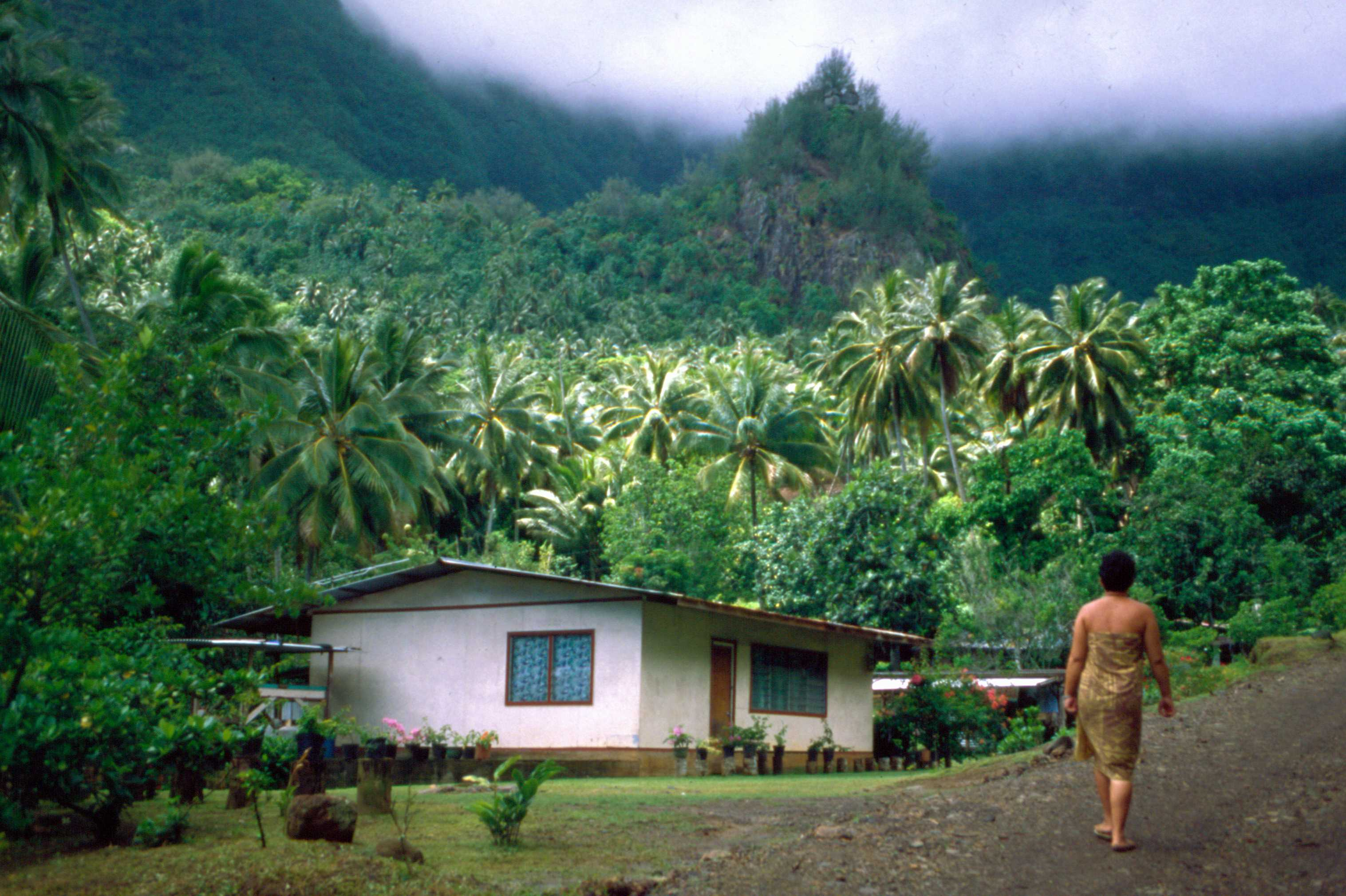
Puamau, Insel Hiva Oa

Die Subsistenzwirtschaft, eine Kombination von Fischfang, Schweine- und Hühnerzucht sowie dem Anbau von Grundnahrungsmitteln wie Brotfrucht, Kokosnuss, Yams, Taro, Süßkartoffeln und Bananen, ist weiterhin die Grundlage der Inselwirtschaft. Für den Export wird etwas Kopra angebaut. Tourismus gibt es bisher nur in geringem Umfang, er ist jedoch wirtschaftlich von Bedeutung, da es ansonsten wenig Arbeitsplätze auf der Insel gibt.
Die Ansiedlungen sind nur zum Teil mit asphaltierten Straßen verbunden. Da die vorhandenen zudem steil und gewunden sind, ist das bevorzugte Verkehrsmittel zwischen den Dörfern immer noch das Boot. Der Westen und das gebirgige Inselinnere sind weitgehend unerschlossen.
Der Flugplatz mit einer Asphalt-Landebahn von 1.250 m Länge (ICAO-Code: NTMN, IATA-Code: HIX) liegt auf dem Tepuna-Hochplateau nordöstlich von Atuona und ist mit dem Ort durch eine kurvenreiche Straße verbunden.
Atuona hat eine recht moderne Infrastruktur mit Krankenhaus, Arzt- und Zahnarztpraxis, Post (mit Satellitentelefon), Bank (mit Kontoautomat), einer Station der Gendarmerie nationale, Gericht, Schulen mit Vor- und Grundschule (école maternelle et primaire) und einer Sekundarstufe (das Collège Sainte Anne) sowie einer katholischen und protestantischen Kirche. Für die Bedürfnisse des Tourismus gibt es ein Hotel und kleine Privatpensionen (Guesthouses) sowie Restaurants und Snack-Bars.
In die Bucht von Atuona können auch größere Kreuzfahrtschiffe einlaufen. Sie liegen jedoch meist auf Reede, die Passagiere werden ausgebootet. Die regelmäßig von/nach Tahiti verkehrenden Versorgungsschiffe legen an der Hafenmole an.

## Sehenswürdigkeiten

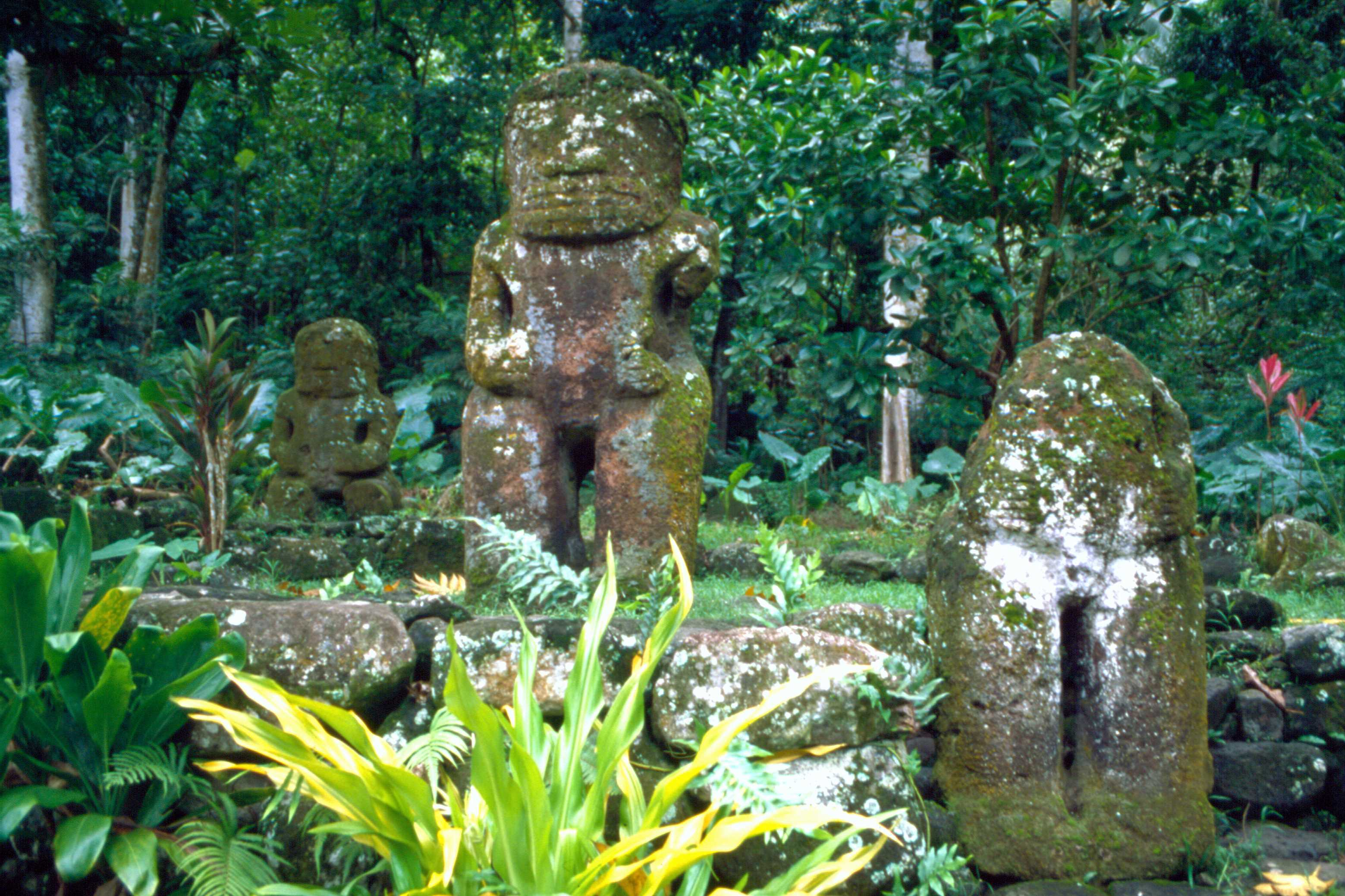
Marae Takii.

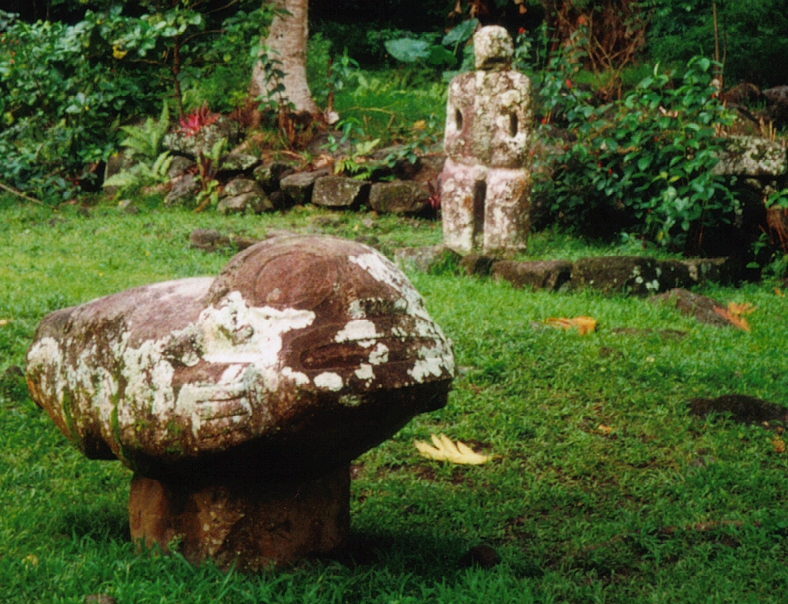
Maki'i Taua Pepe, 2009.

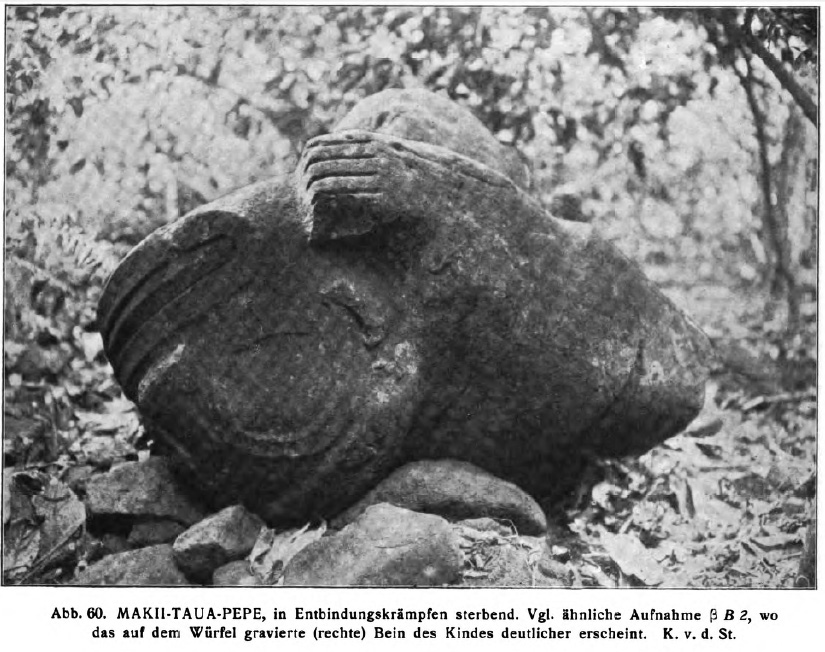
Maki'i Taua Pepe, 1897 (v.d. Steinen).

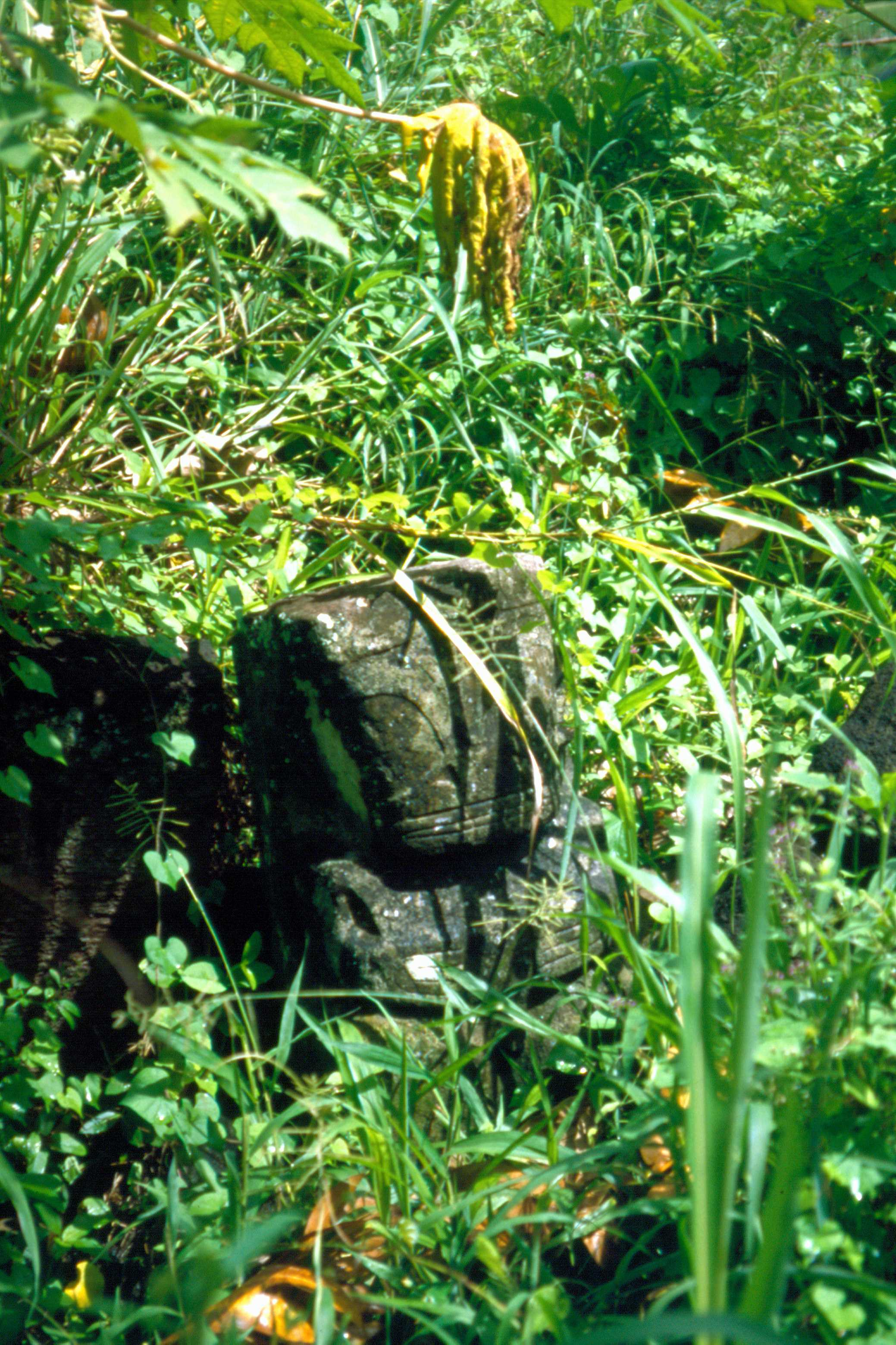
Versteckter kleiner Tiki im Taaoa-Tal.

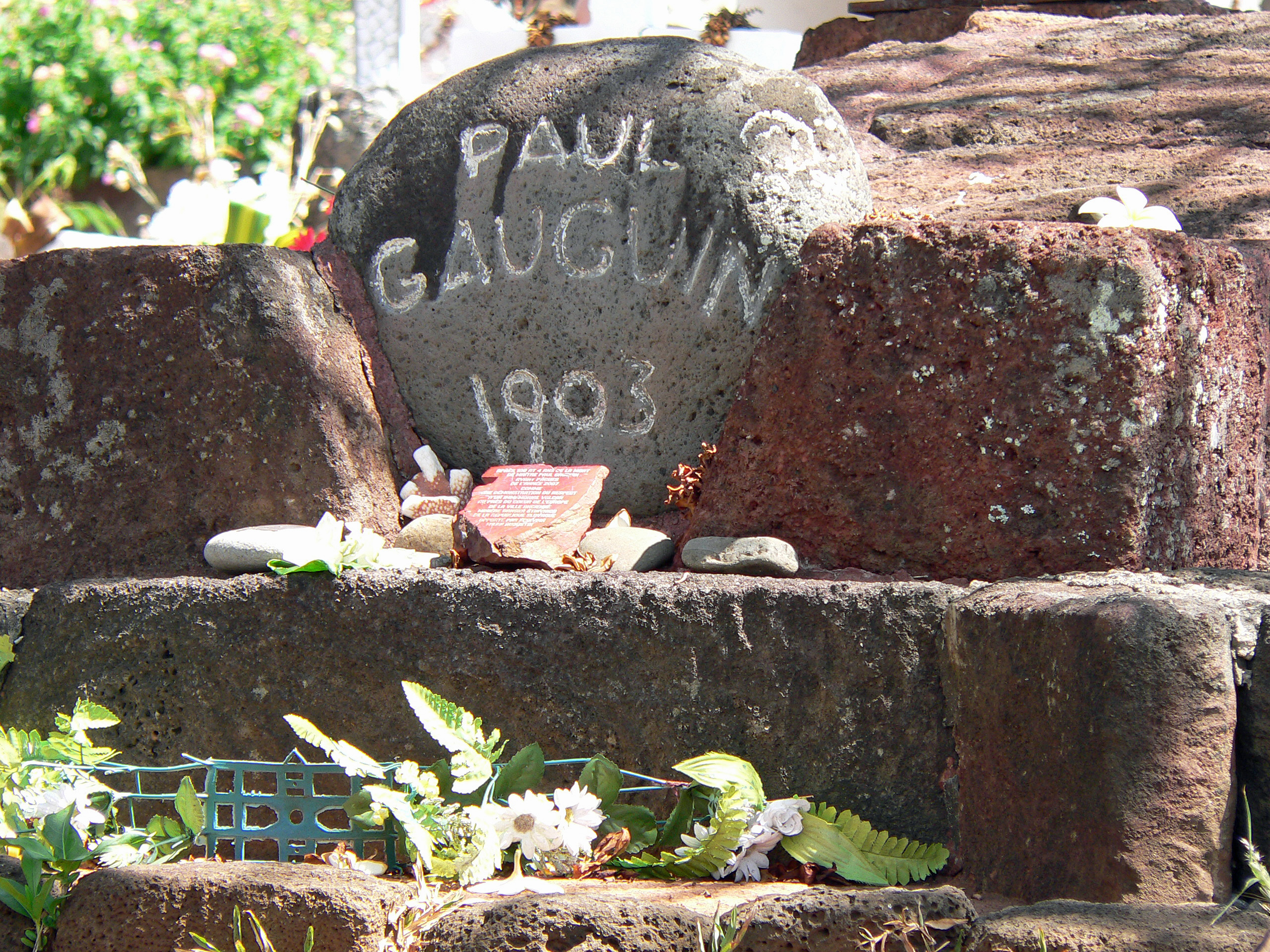
Paul Gauguins Grab.

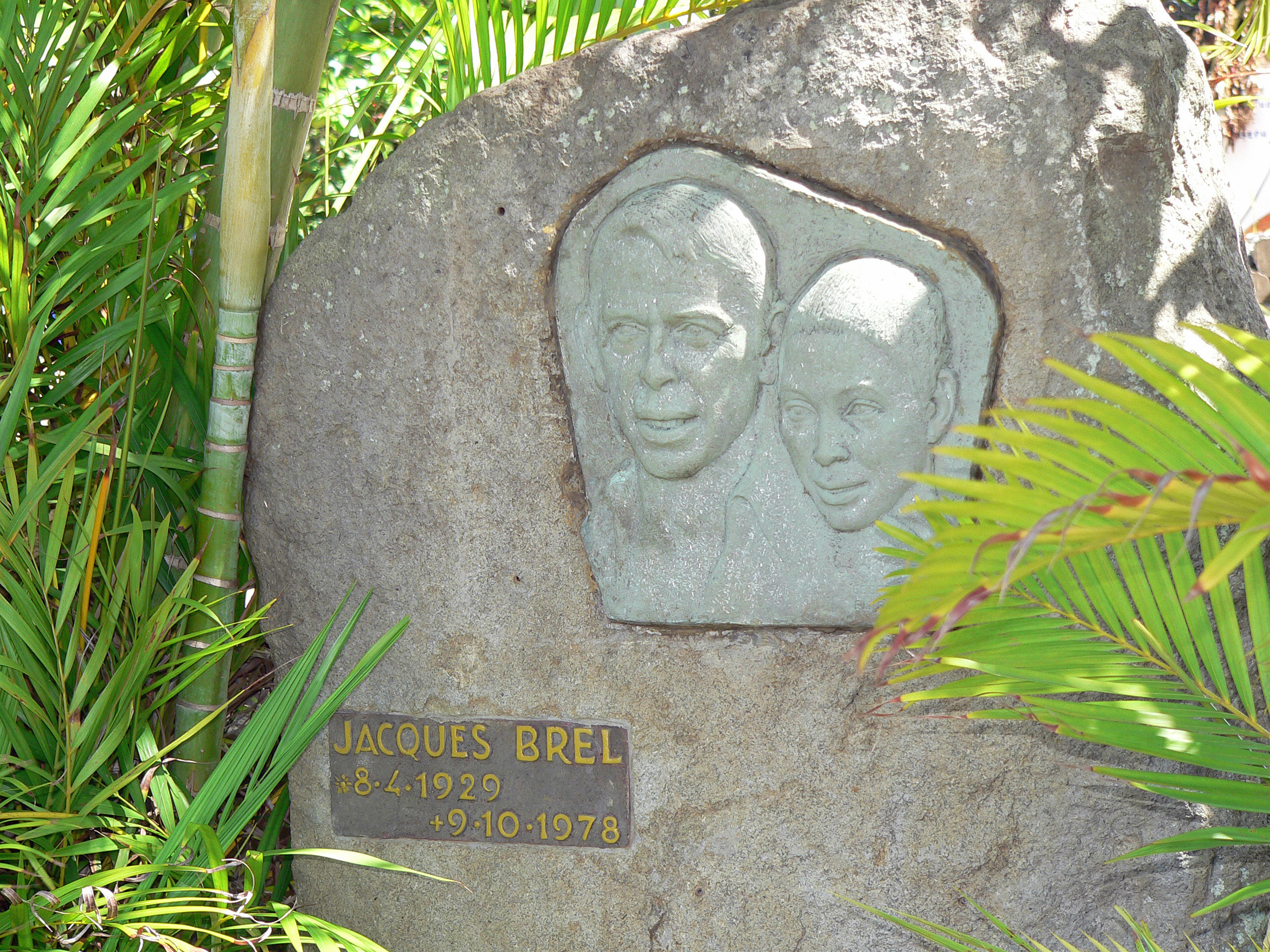
Jacques Brels Grab.

- Das Dorf Puamau liegt 45 km von Atuona entfernt (zweieinhalb Stunden Fahrt über eine steile und kurvenreiche Buckelpiste). Am Ortsrand befindet sich eine große Zeremonialplattform, angeblich die Grabstätte der Königin Vahine Titoiani. Große Stein-Tikis sind in zwei Ecken der Plattform eingearbeitet.
- Im Puamau-Tal, etwa zwei Kilometer von der Küste talaufwärts, liegt Ipona (früher: Oipona), die größte und bedeutendste historische Stätte der Marquesas. Das Tal gehörte einst dem einflussreichen Naiki-Stamm, der auch die Region um Atuona kontrollierte. Nachdem die Naiki den Häuptling Tio´o des Nachbarstammes gefangen und verzehrt hatten, rächten sich die Clans des Hanapaaoa-Distriktes und löschten die Naiki aus. Die Sieger errichteten ein Tapu über Ipona und stellten Tikis auf. Nach Einführung des Christentums verfiel die Kultstätte. Der heute wieder gut restaurierte, aus drei übereinanderliegenden Terrassen bestehende Marae Takii liegt am Fuß einer steilen Felswand und umfasst 8 zyklopische Steinstatuen und -köpfe.[Anm. 1] Die größte ist Tiki Takai'i, der Schutzgeist des Tals, mit 2,43 m. Das interessanteste Kunstwerk ist jedoch die im gesamten Südseeraum einzigartige Figur Maki'i Taua Pepe, die nach Karl von den Steinen, Arzt und Ethnologe, eine gebärende Priesterin oder Göttin zeigt.[9] Nach Thor Heyerdahl, der 1937 Hiva Oa besuchte, gleicht die Statue nicht einer Gebärenden, sondern „eher einem schwimmenden Tier“, und er verglich sie mit zwei Skulpturen des „Kaiman-Gottes“ der San-Agustín-Kultur. Gegen v.d. Steinens Deutung einer Gebärenden spräche, dass der Sockel aus der Nabelgegend und nicht aus den Lenden entspringe. Er erfuhr von seinen Gewährsmännern, die Statue habe lange Zeit auf dem Rücken in einem Dickicht gelegen und sei erst „vor Kurzem“ aufgerichtet worden.[10]
- Eine weitere bedeutende Fundstätte liegt im Tal von ‚Taaoa‘, westlich von Atuona. Das Tal ist mit riesigen Bayanbäumen, Kokospalmen, zwanzig Meter hohen, alten Barringtonia asiatica, vielen Brotfruchtbäumen, Mangos und Tahitikastanien wildromantisch überwachsen. In dem dichten Bewuchs sind die meisten der auf einer Fläche von 3 ha verteilten Haus- und Zeremonialplattformen nur schwer auszumachen, da wenig ausgegraben und kaum etwas restauriert wurde. Das Taaoa-Tal gehörte zum Einflussbereich des mächtigen Tiu-Stammes, der in den überlieferten Mythen Hiva Oas eine zentrale Rolle einnimmt. Entsprechend zahlreich und repräsentativ waren die errichteten Bauten. Im Zentrum liegt ein tohua, der größte der Marquesas.[7]:136–138 Auf dem Platz steht ein großer Tiki und auf einer der Zeremonialplattformen ein Steinkopf. Im Umfeld der Ansiedlung wurden Anbauterrassen für den Taro nachgewiesen. Ralph Linton erforschte diese Stätte im Rahmen seiner vom Bishop Museum veranstalteten Expedition zu den Marquesas, 1920/21.
- Das Eiaone-Tal westlich von Puamau ist bekannt für seine einzigartigen, besonders ausdrucksstarken Petroglyphen im Halbrelief. Die meisten sind jedoch von dichtem Pflanzenwuchs überwuchert. Weitere Felszeichnungen, Steinbilder und -plattformen gibt es in den Tälern von Tahauku und Punae (Punai) östlich von Atuona.
- Das dem Maler Paul Gauguin gewidmete Kulturzentrum in Atuona zeigt zwar nur Kopien seiner Gemälde, dokumentiert aber sein Leben in der Südsee. Sein Haus, das gleich nebenan stand, wurde rekonstruiert. Dabei fand man einen stillgelegten Brunnen, in dem die späteren Bewohner persönliche Gegenstände des Malers entsorgt hatten, u. a. Kamm und Zahnbürste, Weinkrüge, leere Absinthflaschen, eine Morphiumspritze und Tigerbalsam.[11]
- Auch an Jacques Brel gibt es einige Erinnerungen in Atuona. Für seine inzwischen restaurierte Beechcraft D 50 Twin-Bonanza mit dem Namen „Jojo“ wurde 2003 eigens ein Hangar gebaut, in dem auch Fotos und Dokumente von Brels mehrjährigem Südseeaufenthalt ausgestellt sind. An der Straße zum Flughafen hat man an einem Aussichtspunkt ein Denkmal für Jacques Brel errichtet.
- Auf dem pittoresken Friedhof Cimetière Calvaire oberhalb von Atuona liegen die Gräber Gauguins und – nahebei – Brels. Dass es sich um das echte Grab von Gauguin handelt, wird mitunter bezweifelt, angeblich soll er namenlos und irgendwo im Dschungel beerdigt worden sein. Der Friedhof ist ein viel besuchter Aussichtspunkt, der einen überwältigenden Blick über die Taaoa-Bucht bietet.